# 湯聘珍
湯聘珍，湖南善化人，清朝政治人物、贡生出身。
光绪十六年四月十九，由云南临安开广道道员升任廣西按察使。光绪十七年七月二十六（1891年8月30日），升任山东布政使。